# Социал-демократическая партия Эстонии
Социа́л-демократи́ческая па́ртия Эсто́нии (СДПЭ, эст. Sotsiaaldemokraatlik Erakond, SDE) — политическая партия в Эстонии. 
Член Социалистического Интернационала с ноября 1990 года, член Партии европейских социалистов с 16 мая 2003 года. Председатель с 5 февраля 2022 года — Лаури Ляэнеметс.

## Организационная структура
СДПЭ состоит из районов (piirkond), районы состоят из округов (osakond).
Высший орган — общее собрание (üldkogu), между общими собраниями — правление (juhatus), высший орган района — районное общее собрание (piirkonna üldkoosolek), между районными общими собраниями — районное правление (piirkonna juhatus), высший орган округа — окружное общее собрание (osakonna üldkoosolek), между окружными общими собраниями — окружное правление (osakonna juhatus).

## История
Согласно официальной версии, Социал-демократическая партия Эстонии является старейшей постоянно действующей политической партией в стране, и одновременно родственной по идеологии к Социал-демократической рабочей партии Эстонии.
В 1990 году несколько социал-демократических организаций Эстонии (Зарубежное объединение Социалистической партии Эстонии- преемник Социалистической рабочей партии Эстонии в изгнании, Демократическая рабочая партия Эстонии, Эстонская социал-демократическая партия независимости и Русская социал-демократическая партия Эстонии) слились, образовав единую Эстонскую социал-демократическую партию, первым лидером которой стала Марью Лауристин. В том же году был восстановлен контакт с Социалистическим интернационалом. Для участия в выборах 1992 и 1995 годов партия сформировала избирательный альянс «Умеренные» с Эстонской партией сельского центра (образованной в 1990 году). В 1996 году, после поражения на выборах, эти две партии окончательно слились под названием себя «Умеренные» и в сентябре 1999 года стали полноправным членом Социалистического интернационала.
В 1999 году Умеренные и правоцентристская Народная партия, созданная в мае 1998 года после слияния Крестьянской партии и Народной партии республиканцев и консерваторов (отколовшейся в 1994 году от Союза Отечества), сформировали Умеренную народную партию. Решение о слиянии было принято 29 мая 1999 года, в ноябре того же года оно было официально одобрено партийным съездом.
В 2003 году Умеренная народная партия присоединилась к Партии европейских социалистов. После разочаровывающих результатов выборов в 2003 году 7 февраля 2004 года партия переименовала себя в Социал-демократическую партию (SDE).
Она выиграла европейские парламентские выборы 2004 года, получив 36,8 % национального голосования и получила 3 депутатских места в Европарламенте. После последних местных выборов 16 октября 2005 года партия в большинстве крупных городов находится в оппозиции.
На парламентских выборах 2011 года партия получила 17,1 % голосов и 19 мест в Рийгикогу против прежних 10.
В декабре 2011 года совет Русской партии Эстонии одобрил договор об объединении с Социал-демократической партией, подписание которого было намечено на январь 2012 года.
10 марта 2025 года партию исключили из правящей коалиции Эстонии из-за нарастающих разногласий.

## Председатели партии
- Марью Лауристин 1990—1995
- Эйки Нестор 1995—1996
- Андрес Таранд 1996—2001
- Томас Хендрик Ильвес 2001—2002
- Ивари Падар 2002—2009
- Юри Пихл 2009—2010
- Свен Миксер 2010—2015
- Евгений Осиновский 2015—2019
- Индрек Саар 2019—2022
- Лаури Ляэнеметс 2022 — н. в.

## Внутрипартийные объединения и организации
Молодёжное крыло партии — Молодые социал-демократы (Noored Sotsiaaldemokraadid).

### Женская организация партии
Социал-демократическая партия Эстонии имеет партнёрские отношения с организацией «Кадри» — добровольным демократическим объединением социально активных женщин. Объединение «Кадри» фактически интегрировано в СДПЭ и по сути является женской организацией партии.
Объединение «Кадри» было основано 12 октября 1996 года. Предшественницей «Кадри» было основанное в 1993 году женское объединение СДПЭ, созданное на базе первой в Эстонии женской политической организации — Таллиннского женского социал-демократического клуба «Кибувитс» (эст. Kibuvits — 'шиповник'), основанного в 1992 г.
С 10 марта 2004 года «Кадри» действует как недоходное объединение.
Объединение ставит задачей участие в процессах, которые делают Эстонию демократичнее и более ориентированной на человека, способствование продвижению идей равноправия мужчин и женщин, сбалансированное развитие общества и солидарность.
Главным руководящим органом объединения «Кадри» является общее собрание, избираемое президентом, вице-президентом, правлением и ревизионной комиссией сроком на два года.